# ارتور كوزنيتسوف
ارتور كوزنيتسوف (بالروسية: Кузнецов, Артур Фёдорович)‏ (4 أكتوبر 1972 بسوتشي في روسيا - ) هو لاعب كرة قدم روسي (وحمل سابقاً جنسية الاتحاد السوفيتي) في مركز الوسط. لعب مع نادي روستوف أون دون وFC Zhemchuzhina-Sochi ‏ وFC Neftekhimik Nizhnekamsk ‏ وFC Lokomotiv Nizhny Novgorod ‏ وFC Burevestnik-YuRGUES Shakhty ‏.